# اريك ويليس
اريك ويليس (بالإنجليزية: Eric Willis)‏ هو موظف مدني أسترالي، ولد في 15 يناير 1922 في نيوساوث ويلز في أستراليا، وتوفي في 10 مايو 1999.